# 고질라: 괴수행성
《고질라: 괴수행성》(GODZILLA 怪獣惑星, Godzilla: Planet of the Monsters)은 일본에서 제작된 세시타 히로유키 감독의 2017년 애니메이션, SF, 액션 영화이다. 미야노 마모루 등이 주연으로 출연하였다. 넷플릭스와 협동으로 폴리곤 픽처스에 의해 애니메이션화되었다. 이 영화는 2017년 11월 17일 일본에서 극장 상영되었으며 2018년 1월 17일 넷플릭스를 통해 전 세계 개봉되었다.

## 출연

### 주연
- 미야노 마모루
- 사쿠라이 타카히로
- 하나자와 카나
- 카지 유우키
- 스기타 토모카즈